# Szer Ali Chan
Szer Ali Chan (pasztu: شېر علي خان, ur. 1825 r. zm. 21 lutego 1879 r.) – emir Afganistanu w latach 1863–1866 oraz od roku 1868 aż do śmierci. Był trzecim synem z Dost Mohammada Chana - założyciela dynastii Barakzai.
Szer Ali początkowo wzmacniał swoją władzę po śmierci ojca ale szybko został odsunięty od niej przez swojego starszego brata, Afzala Chana. Wzajemnie wyniszczająca wojna zakończyła się gdy Szer Ali pokonał brata i odzyskał tytuł emira. W sprawowaniu rządów przeszkadzały mu zarówno Wielka Brytania jak i Rosja, chociaż Szer Ali próbował utrzymać Afganistan w pozycji neutralnej w ich konflikcie. W roku 1878 neutralność upadła i wybuchła druga wojna afgańska. Podczas marszu wojsk brytyjskich na Kabul Szer Ali próbował uciec ze stolicy. Podczas ucieczki zmarł, pozostawiając tron synowi Muhammadowi Jakubowi Chanowi.